# Красотки в бегах
«Красотки в бегах» (англ. Hot Pursuit) — американская комедия 2015 года режиссёра и сценариста Энн Флетчер с Риз Уизерспун и Софией Вергарой в главных ролях. Съёмки проходили в 2014 году в Новом Орлеане. Мировая премьера фильма состоялась 1 мая 2015 года.

## Сюжет
Сверхдобросовестный офицер полиции Купер гордится своим назначением на, казалось бы, простое задание — сопроводить жену мафиози, Даниэллу, через весь Техас в Даллас, где она и её муж должны дать показания против крупного наркобарона. Однако при встрече с порывистой миссис Рива — колумбийской красоткой с пышными формами, чьё упрямство столь же выразительно, как и её акцент, — ей становится ясно, что поездка будет непростой.
И прежде чем они успевают договориться о том, сколько туфель на шпильках сможет взять с собой очаровашка Даниэлла, полицейские и мистер Рива попадают под обстрел, превращая жену последнего во вдову, а предполагаемую «лёгкую прогулку» из Сан-Антонио в Даллас — в прятки на выживание наперегонки с пулями!

## В ролях
| Актёр             | Роль                     |
| ----------------- | ------------------------ |
| Риз Уизерспун     | офицер Роуз Купер        |
| София Вергара     | Даниэлла Рива            |
| Мэттью Дель Негро | детектив Хаузер          |
| Майкл Мосли       | детектив Диксон          |
| Ричард Т. Джонс   | помощник маршала Джексон |
| Роберт Казински   | Ренди                    |
| Джон Кэрролл Линч | капитан Эмметт           |
| Хоакин Косио      | Винсете Кортес           |
| Джим Гэффиган     | Ред                      |
| Майк Бирбиглия    | Стив                     |
| Винсент Лареска   | Фелипе Рива              |
| Дэвид Дженсен     | Уэйн                     |